# Беннінгтон (округ, Вермонт)
Шаблон:StateAbbr_ 43°01′46″ пн. ш. 73°06′29″ зх. д. / 43.029419° пн. ш. 73.107956° зх. д.
Округ  Беннінгтон (англ. Bennington County) — округ (графство) у штаті  Вермонт, США. Ідентифікатор округу 50003.

## Історія
Округ утворений в 1778 році.

## Демографія
За даними перепису 2000 року загальне населення округу становило 36994 осіб, зокрема міського населення було 13720, а сільського — 23274. Серед мешканців округу чоловіків було 17748, а жінок — 19246. В окрузі було 14846 домогосподарств, 9914 родин, які мешкали в 19403 будинках. Середній розмір родини становив 2,91.
Віковий розподіл населення поданий у таблиці:
| Стать    | До 15 років | 15-21 | 22-29 | 30-39 | 40-49 | 50-65 | 65-85 | Понад 85 |
| -------- | ----------- | ----- | ----- | ----- | ----- | ----- | ----- | -------- |
| Чоловіки | 3690        | 1669  | 1373  | 2347  | 2870  | 3213  | 2366  | 220      |
| Жінки    | 3423        | 1778  | 1436  | 2579  | 3064  | 3385  | 2953  | 628      |

## Суміжні округи
- Ратленд — північ
- Віндзор — північний схід
- Віндем — схід
- Франклін, Массачусетс — південний схід
- Беркшир, Массачусетс — південь
- Ренсселер, Нью-Йорк — південний захід
- Вашингтон, Нью-Йорк — північний захід

## Виноски
1. ↑  Vermont: Individual County Chronologies. Vermont Atlas of Historical County Boundaries. The Newberry Library. 2008. Архів оригіналу за 10 травня 2015. Процитовано 30 червня 2015. [Архівовано 2015-05-10 у Wayback Machine.]
2. ↑  U.S. Decennial Census. United States Census Bureau. Архів оригіналу за 26 квітня 2015. Процитовано 28 червня 2015.
3. ↑  Historical Census Browser. University of Virginia Library. Архів оригіналу за 11 серпня 2012. Процитовано 28 червня 2015.
4. ↑  Forstall, Richard L., ред. (27 березня 1995). Population of Counties by Decennial Census: 1900 to 1990. United States Census Bureau. Архів оригіналу за 24 вересня 2015. Процитовано 28 червня 2015.
5. ↑  Census 2000 PHC-T-4. Ranking Tables for Counties: 1990 and 2000 (PDF). United States Census Bureau. 2 квітня 2001. Архів оригіналу (PDF) за 18 грудня 2014. Процитовано 28 червня 2015.
6. ↑  State & County QuickFacts. United States Census Bureau. Архів оригіналу за 7 липня 2011. Процитовано 30 грудня 2013. [Архівовано 2011-06-06 у Wayback Machine.](англ.) Наведено за англійською вікіпедією.
7. ↑  American FactFinder. Бюро перепису населення США. Архів оригіналу за 26 лютого 2012. Процитовано 31 січня 2008. [Архівовано 2008-05-21 у Wayback Machine.]

| США | Це незавершена стаття з географії США. Ви можете допомогти проєкту, виправивши або дописавши її. |